# Mandy Fisher
Mandy Fisher (ur. w kwietniu 1962) – angielska zawodowa snookerzystka i zwyciężczyni Mistrzostw Świata Kobiet w Snookerze z 1984 roku. W 1981 założyła World Ladies Billiards and Snooker Association (obecnie znane jako World Women’s Snooker) i pełni funkcję jego prezesa.

## Kariera
Fisher zaczął grać w snookera w wieku 16 lat. W 1981 roku założyła World Ladies Billiards and Snooker Association (WLBSA) a oprócz gry w bilard w latach 80. i 90. XX wieku zajmowała się administracją stroną tego sportu.
W finale Mistrzostw Świata Kobiet w Snookerze w 1981 przegrała z Verą Selby. W 1983 roku została pierwszą kobietą, która była wśród najlepszych 128 snookerzystów finału Mistrzostw Anglii Amatorów. W 1984 roku pokonała Kanadyjkę Maryann McConnell 4–2 i zdobyła pierwszy tytuł mistrzyni świata wśród kobiet. W 1984 roku National Express sponsorował pięciomiesięczny cykl pięciu turniejów Grand Prix z pulą nagród w wysokości 60 000 funtów, który był transmitowany na kanałach telewizji regionalnej. Szesnaście spośród najlepiej sklasyfikowanych kobiet przeszło na zawodowstwo i wzięło udział w tej serii. Fisher ostatecznie wygrała, a jej wygrana w wysokości 14 000 funtów w tym sezonie dała jej dwunaste miejsce – tuż za trzykrotnym mistrzem świata mężczyzn Johnem Spencerem – na liście zwycięzców nagród pieniężnych w zawodowym snookerze w tym roku.
W latach 80. Fisher regularnie brał udział w turniejach pokazowych rywalizując z takimi graczami jak Steve Davis, Jimmy White i Alex Higgins.
Fisher grała, będąc w zaawansowanej ciąży na początku lat 90., mając przy sobie położną, i później ubolewała, że uznano to za bardziej godne uwagi wydarzenie niż pokazanie przez kobiety swoich umiejętności. Barry Hearn, późniejszy przewodniczący World Snooker, zmusił Fisher do założenia stroju ciążowego, aby uczcić to wydarzenie przed mediami w londyńskim Hyde Parku .
W 2011 roku Fisher zrezygnowała ze stanowiska w WLBSA  ale w 2013 roku ponownie objęła urząd.

## Życie prywatne
Fisher jest również specjalistą podologiem i pracuje w Wisbech w hrabstwie Cambridgeshire.

## Najważniejsze momenty kariery
| Rezultat     |   | Rok  | Turniej                     | Przeciwnik     | Wynik | Przypisy |
| ------------ | - | ---- | --------------------------- | -------------- | ----- | -------- |
| Zwyciężczyni | 1 | 1980 | Mistrzyni kobiet Pontins    | Sian Newbury   | 3–2   |          |
| Finalistka   | 2 | 1981 | Women’s World Open          | Vera Selby     | 0–3   |          |
| Zwyciężczyni | 3 | 1984 | National Express Grand Prix | każdy z każdym |       |          |